# Spin – Finde deinen Beat
Spin – Finde deinen Beat (Originaltitel: Spin) ist ein US-amerikanischer Musik-Fernsehfilm der Walt Disney Company. Er wurde am 13. August 2021 in den USA auf dem Disney Channel ausgestrahlt. Die deutsche Premiere des Disney Channel Original Movie fand am 1. Oktober 2021 auf Disney+ statt.

## Handlung
Nach dem Tod ihrer Mutter arbeitet die 15-jährige Rhea im Familienbetrieb Spirit of India, um ihren Vater zu unterstützen, der das Restaurant als seine Priorität ansieht. Als sie im Restaurant den jungen DJ Max kennenlernt, entdeckt sie ihre Leidenschaft für das Erstellen von DJ-Mixes. Ihr Freund Max bringt ihr die Grundlagen bei, wie DJ-Mixes erstellt werden. Dabei stellt sich heraus, dass Rhea ein Naturtalent ist. Jedoch fühlt sie sich dazu verpflichtet, das Spirit of India als ihre Priorität anzusehen, wodurch sie unter anderem ihre Freunde vernachlässigt und sich einredet, dass die Arbeit ihre Leidenschaft sei, um ihren Vater nicht zu enttäuschen.
Zusammen haben Max und Rhea das Lied Feeling Good produziert, wobei Rhea den größten Teil der Arbeit erledigt hat. Als Max diesen Song beim Festival of Color vorstellt, erwähnt er nicht, dass Rhea den Song gemeinsam mit ihm produziert hat, sodass Rhea ihn damit konfrontiert und sich dabei herausstellt, dass Max sie nicht als richtige DJ anerkennt und die Musik nicht ihre Leidenschaft ist.
Um ihr Talent zu beweisen, helfen Rheas Freunde ihr dabei, sich für einen DJ-Wettbewerb von DJ Luka Cent vorzubereiten, bei dem Max ebenfalls antritt. Rhea stellt ihren Song It‘s All Music vor, bei dem sie unter anderem den Gesang ihrer Mutter hineinmischte. Mit dem Song gewinnt sie den Wettbewerb für sich, wodurch sie sich selbst und auch ihrem Vater beweist, dass Musik ihre Leidenschaft ist. Nach dem Wettbewerb tritt Rhea jeden Sonntag im Familienbetrieb Spirit of India auf.

## Produktion
Am 17. März 2020 wurde bekanntgegeben, dass ein Film namens Spin für den Streaming Service Disney+ produziert wird. Jedoch wurde am 20. August 2020 bekanntgegeben, dass der Film ein Disney Channel Original Movie werden wird.
Die Dreharbeiten fanden vom 5. Oktober 2020 bis zum 20. November 2020 im kanadischen Toronto statt.

## Veröffentlichung
Die Erstausstrahlung am 13. August 2021 in den USA verfolgten 0,54 Millionen Menschen. In Indien wurde der Film am 15. August 2021 auf Disney+ Hotstar und Disney International HD veröffentlicht.
Die deutsche Veröffentlichung war am 1. Oktober 2021 auf Disney+. Am 2. Oktober 2021 wurde der Film auf dem Disney Channel (Deutschland) ausgestrahlt.